# Tragédie v Dauhá
Tragédie v Dauhá (japonsky Doha no Higeki) je označení používané v japonském sportovním slangu pro nečekané selhání. U vzniku tohoto pořekadla stojí událost z 28. října 1993, kdy japonská fotbalová reprezentace přišla v poslední minutě zápasu s Irákem o postup na Mistrovství světa ve fotbale 1994.
Podle hracího řádu asijské kvalifikace se vítězové šesti podskupin (Japonsko, Jižní Korea, Saúdská Arábie, Írán, KLDR a Irák) utkali ve finálovém turnaji každý s každým na neutrální půdě v Kataru o dvě postupová místa na šampionát v USA. Japonci si vedli dobře, porazili rivala z Korejské republiky, před posledním kolem vedli tabulku a těšili se na svou první účast v závěrečném turnaji MS. Proti Iráčanům (kteří mohli v případě vítězství také postupovat) vyhráli první poločas 1:0, soupeř pak vyrovnal, dvacet minut před koncem Japonsko opět vedlo, ale v nastaveném čase po rohovém kopu vstřelil Džafar Omran Salman hlavou vyrovnávací branku, která znamenala vyřazení obou mužstev, protože Jižní Korea a Saúdská Arábie svoje zápasy vyhrály a posunuly se tak na obě postupová místa. 
Po nezdaru byl propuštěn trenér japonské reprezentace Hans Ooft.
Na všech dalších šampionátech už Japonci hráli - 1998, 2006 a 2010 vyhráli kvalifikaci, v roce 2002 měli účast jistou jako pořadatel.